# Jon Spaihts
Jon Spaihts (/speɪts/) là một nhà biên kịch và tác giả người Mỹ. Một số phim điện ảnh mà ông tham gia vai trò biên kịch bao gồm Hành trình đến hành tinh chết (2012), Doctor Strange: Phù thủy tối thượng (2016), Người du hành (2016) và Dune: Hành tinh cát (2021).

## Tiểu sử
Spaihts sinh ra ở Thành phố New York, là con trai của Jean – một lập trình viên máy tính và Jim Spaihts – một kỹ sư điện tử. Spaihts là cựu sinh viên của Đại học Princeton.

## Sự nghiệp
Kịch bản của bộ phim lãng mạn khoa học viễn tưởng Người du hành của Spaihts đã được đưa vào danh sách Black List năm 2007 cho những kịch bản phim giá trị cao chưa được sản xuất. Theo yêu cầu của Keanu Reeves và Stephen Hamel, nhà đồng sáng lập Relativity Media Lynwood Spinks đã thuê Spaihts viết kịch bản phim sau khi Reeves bắt đầu có dính líu tới Shadow 19 – một kịch bản khoa học viễn tưởng bị bỏ rơi của Spaihts. Sau khi Reeves đồng ý sản xuất với Hamel và đóng vai chính trong Người du hành, Spaihts được Scott Free ủy quyền viết kịch bản cho các phần phim tiếp theo trong loạt phim Quái vật không gian, trong đó bao gồm hai phần phim tiền truyện do Ridley Scott đạo diễn, vốn sau này trở thành tác phẩm Hành trình đến hành tinh chết (2012). Làm việc cho New Regency Productions, Spaihts cũng thực hiện phần kịch bản cho Giờ đen tối (2011) – bộ phim giật gân về cuộc xâm lược của người ngoài hành tinh, dựa trên phần cốt truyện của Leslie Bohem và M.T. Ahern.
Spaihts đã làm việc cho dự án chuyển thể điện ảnh của St. George and the Dragon cho Sony Pictures, vốn ban đầu là một dự án của Disney mang tên Children of Mars. Năm 2012, ông đã ký một hợp đồng gồm hai phim điện ảnh với công ty Jerry Bruckheimer Films để chuyển thể tiểu thuyết hình ảnh World War Robot của Ashley Wood và viết kịch bản gốc cho một bộ phim phiêu lưu không gian dựa trên ý tưởng gốc của chính ông. Năm 2013, Spaihts bắt đầu thực hiện phần kịch bản cho phiên bản làm lại của The Black Hole cho Walt Disney Studios. Bản quyền của kịch bản gốc được bán cho Weinstein Company, trong đó Keanu Reeves và Reese Witherspoon sẽ đóng vai chính, cùng ghế đạo diễn thuộc về Brian Kirk. Dự án sau đó được Sony Pictures thực hiện thành phim điện ảnh Người du hành (2016), với Original Film và Company Films giữ vai trò sản xuất, Morten Tyldum đạo diễn, cùng sự tham gia diễn xuất của Jennifer Lawrence và Chris Pratt.
Spaihts ngoài ra cũng đảm nhiệm vai trò đồng kịch bản cho phim điện ảnh Doctor Strange: Phù thủy tối thượng (2016) của Marvel Studios. Một tác phẩm khác của ông trong thời gian này là Xác ướp (2017) – phim điện ảnh tái khởi động của thương hiệu cùng tên của Universal Pictures – do Alex Kurtzman đạo diễn. Năm 2018, ông bắt đầu đảm nhiệm phần biên kịch cho Dune: Hành tinh cát (2021), từ cuốn tiểu thuyết Xứ Cát của cố nhà văn Frank Herbert.

## Đời tư
Spaihts đã viết một số cuốn sách cho The Princeton Review. Ông ngoài ra cũng là một nhiếp ảnh gia.

## Danh sách phim
| Năm  | Tựa đề                              | Biên kịch  | Giám đốc sản xuất | Đạo diễn         | Ghi chú                                                                                             |
| ---- | ----------------------------------- | ---------- | ----------------- | ---------------- | --------------------------------------------------------------------------------------------------- |
| 2011 | Giờ đen tối                         | Có         | Không             | Chris Gorak      | |
| 2012 | Hành trình đến hành tinh chết       | Có         | Không             | Ridley Scott     | Đồng biên kịch với Damon Lindelof                                                                   |
| 2016 | Doctor Strange: Phù thủy tối thượng | Có         | Không             | Scott Derrickson | Đồng biên kịch với Derrickson và C. Robert Cargill                                                  |
| 2016 | Người du hành                       | Có         | Có                | Morten Tyldum    | Lồng tiếng cho Autodoc                                                                              |
| 2017 | Xác ướp                             | Cốt truyện | Không             | Alex Kurtzman    | Cùng viết cốt truyện với Kurtzman và Jenny Lumet                                                    |
| 2021 | Dune: Hành tinh cát                 | Có         | Có                | Denis Villeneuve | Đồng biên kịch với Villeneuve và Eric Roth Đề cử – Giải Oscar cho Kịch bản chuyển thể xuất sắc nhất |